# آیگهوویت
آیگهوویت (به ارمنی: Այգեհովիտ) یک روستا در ارمنستان است که در استان تاووش واقع شده‌است. در ۱۷ کیلومتری شمال شرق ایجوان، مرکز استان تاووش واقع شده‌است.

## خصوصیات
آیگهوویت ۳٬۴۰۰ نفر جمعیت دارد و ۷۶۰ متر بالاتر از سطح دریا واقع شده‌است.

## جاذبه‌های تاریخی

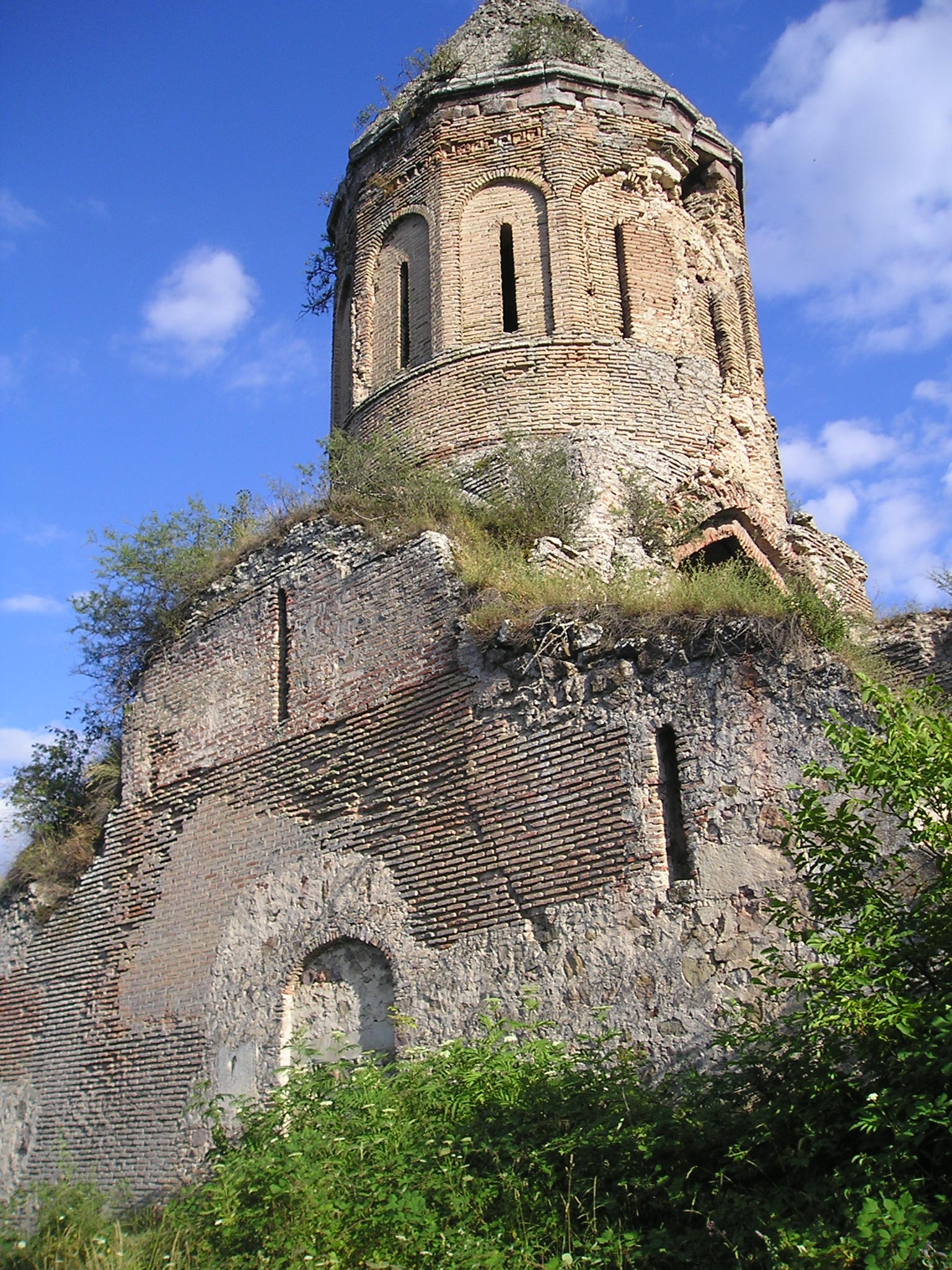